# Bulbophyllum decurvulum
Bulbophyllum decurvulum là một loài phong lan thuộc chi Bulbophyllum.